# Smědavská hornatina
Smědavská hornatina je geomorfologický okrsek v severní části Jizerské hornatiny na severu České republiky. Rozkládá se na ploše o rozloze 50,39 km². Tvoří ji porfyrická žula a granodiority. Nejvyšším bodem je Jizera (1122 m n. m.) a k dalším významným vrcholům patří Černá hora (1084 m n. m.), Smědavská hora (1084 m n. m.), Holubník (1071 m n. m.), Ptačí kupy (1013 m n. m.), Polední kameny (1006 m n. m.), Paličník (944 m n. m.), Frýdlantské cimbuří (900 m n. m.) či Ořešník (800 m n. m.). Krajina je převážně pokryta lesy. Nacházejí se tu ale také místa s výskytem klečí či rašeliniště.
Ochranu přírody zajišťuje chráněná krajinná oblast Jizerské hory, národní přírodní památka Jizerskohorské bučiny, přírodní rezervace Černá hora, Prales Jizera, Ptačí kupy, Klečové louky, Na Čihadle a přírodní památky Na kneipě (přírodní památka), U posedu nebo Vlčí louka.